# Thomas Ernst
Thomas Filip Rolf Ernst, född 17 augusti 1960 i Uppsala, stormästare i schack och doktor i matematik.

## Schackspelaren Ernst
År 1990 blev Ernst stormästare i schack genom att vinna tre turneringar i Gausdal i Norge samt att i en turnering i London gå över 2500 i Elo-rating. Under 1992 uppnådde Ernst Elo-ratingen 2570, vilket motsvarade plats 78 bland de 100 högst rankade i världen.[9] År 1993 vann han SM i schack, som då spelades i Lindesberg. Ernst är för övrigt den som gjort flest starter i högsta gruppen i Schack-SM [10],  23 starter (senast 2023 då han slutade 4:a).

## Matematikern Ernst
Ernst disputerade år 2002 i q-analys genom att studera dess historia och upptäcka en ny beräkningsmetod. Opponent var Hari M. Srivastava, professor vid University of Victoria i Kanada. Ernst har därefter fortsatt specialiseringen med ytterligare fördjupning i ämnet.

## Publikationer (urval)
- Ernst, T., 2001: A new method for q-hypergeometric series. Czech. J. of Physics 51, No. 12
- Ernst, T., 2002: A new method for q-calculus. Uppsala Dissertations in Mathematics 25
- Ernst, T., 2003: A method for q-calculus. J. nonlinear Math. Physics, No. 10, sid. 487–525
- Ernst, T., 2005: Generalized Cauchy-Vandermonde determinants. Advan. Stud. Contemp. Math. 11 no. 1, sid. 1–10
- Ernst, T., 2006: q-Bernoulli and q-Euler Polynomials, An Umbral Approach. International journal of difference equations 1 no. 1, sid. 31–80
- Ernst, T., 2006: Les déterminants généralisés de Cauchy. Advances in Dynamical Systems and Applications 1 no. 1, sid. 59–77
- Ernst, T., 2006: q-analogues of some operational formulas. Algebras Groups Geom. 23 no. 4, sid. 354–374
- Ernst, T., 2008: Motivation for Introducing q-Complex Numbers. ADSA Special Volume in Honor of Allan Peterson, 3(1), sid. 107–129
- Ernst, T., 2010: q-deformed matrix pseudo-groups. Royal Flemish Academy of Belgium
- Ernst, T., 2010: Sur les polynômes q-Hermite de Cigler. Algebras Groups Geom. 27, sid. 121–142
- Ernst, T., 2010: Die Jacobi–Gudermann–Glaisher elliptischen Funktionen nach Heine. Hadronic J. no 33, sid. 273–302
- Ernst, T., 2010: Multiple q-hypergeometric transformations involving q-integrals. Proceedings of the 9th Annual Conference of the Society for Special Functions and their Applications (SSFA) 9, sid. 91–99